# فریتز باچه
فریتز باچه (انگلیسی: Fritz Bache; ۲۹ مارس ۱۸۹۸ – ۶ دسامبر ۱۹۵۹) بازیکن فوتبال اهل آلمان بود.
از باشگاه‌هایی که در آن بازی کرده‌است می‌توان به باشگاه فوتبال آلمانیا آخن و باشگاه فوتبال هرتابرلین اشاره کرد.
وی همچنین در تیم ملی فوتبال آلمان بازی کرده‌است.